# Brefni

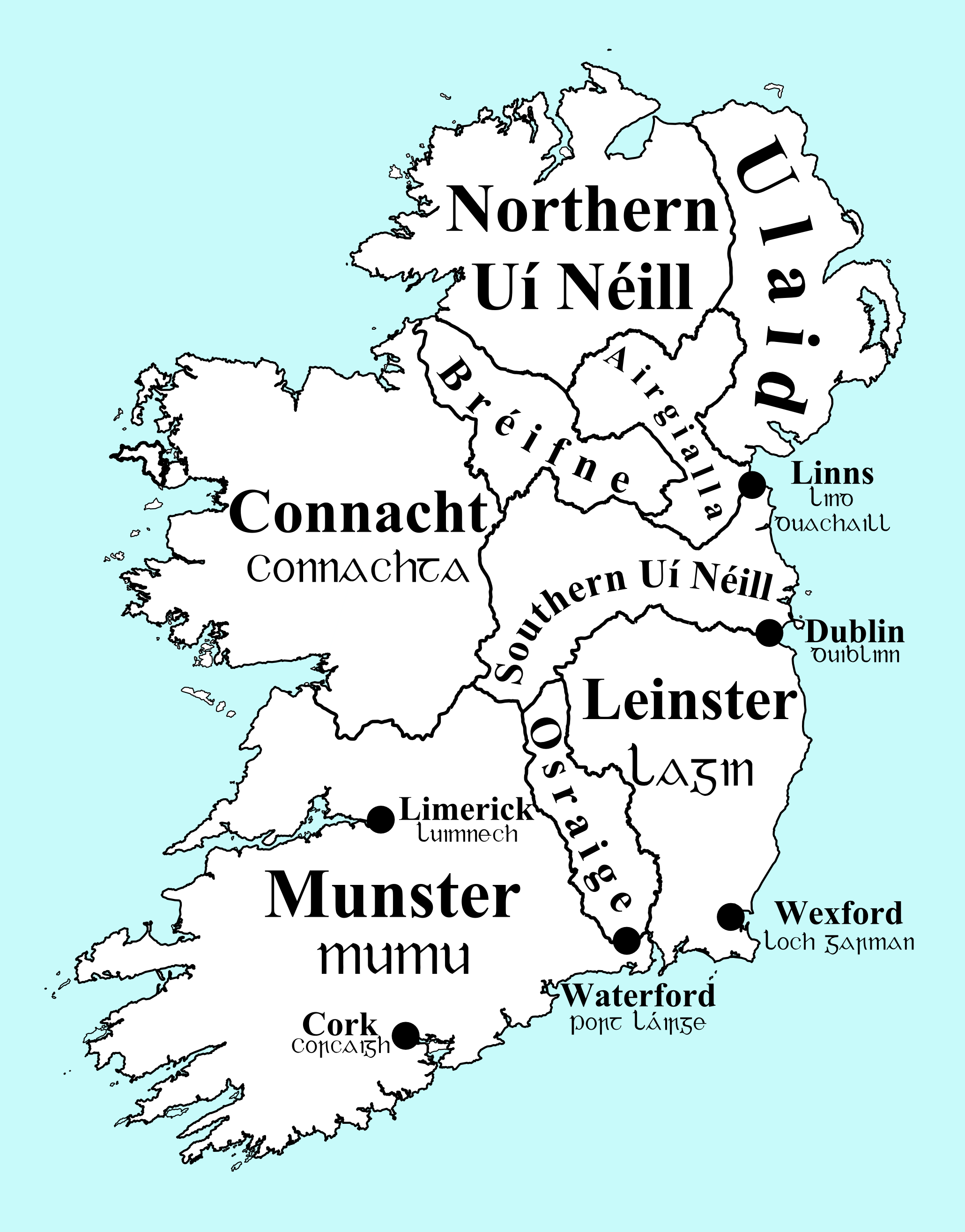
Irland um 900 u. Z.

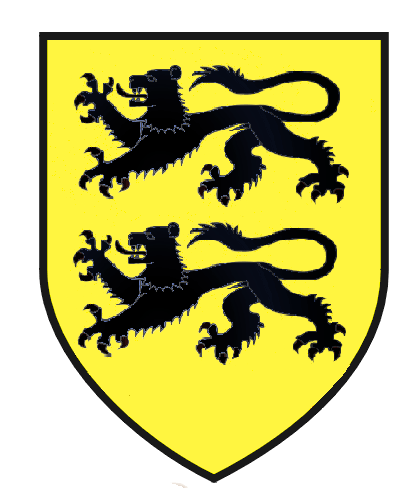
Wappen der Uí Ruairc

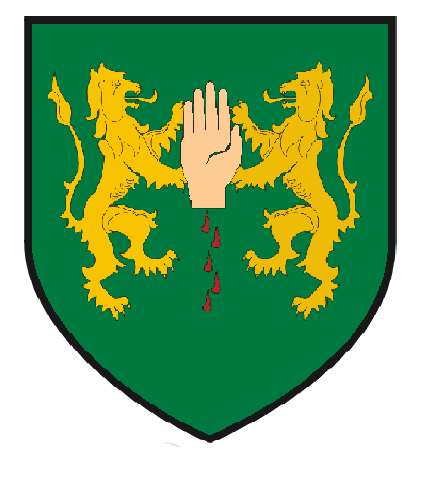
Wappen der Uí Raghallaigh

Das Königreich Brefni (neuirisch Bréifne, anglisiert Breffny, Brenny) war ein Reich einer irischen Stammesgruppe Uí Briúin Bréifne. Das Territorium umfasste die heutigen Countys Leitrim, Cavan und Teile von Sligo.

## Geschichte
Die Herkunft der Bezeichnung Bréifne ist unklar. Sie soll hügelig bedeuten und die Geographie der Gegend beschreiben. Ein anderer Ursprung des Namens könnte von Brefne, Tochter von Beoan mac Bethaig sein. Im 12. Jahrhundert unter der Herrschaft von Tigernán Ua Ruairc (Tiernan O’Rourke) reichte Bréifne von Kells im County Meath bis Drumcliff im County Sligo. 1256 führte eine Schlacht zwischen den O’Rourkes und den O’Reillys (Uí Raghallaigh) in der Nähe der Stadt Ballinamore zu der Trennung des Königreiches in Ost-Bréifne und West-Bréifne. Die O’Reillys wurden Herren von Ost-Bréifne (Bréifne Ó Raghallaigh), das vor allem das heutige County Cavan umfasst, die O’Rourkes herrschten über West-Bréifne (Bréifne Ua Ruairc), das heutige Leitrim. Dies dauerte bis zum Begin des 17. Jahrhunderts. Zur Zeit von Königin Elisabeth I. von England wurde es in die heutigen Countys Cavan und Leitrim eingeteilt, Leitrim blieb Teil der Provinz Connacht, während Cavan ein Teil Ulsters wurde.